# Ranshaw
Ranshaw es un lugar designado por el censo ubicado en el condado de Northumberland en el estado estadounidense de Pensilvania. En el Censo de 2010 tenía una población de 510 habitantes y una densidad poblacional de 1.600,91 personas por km².

## Geografía
Ranshaw se encuentra ubicado en las coordenadas 40°47′9″N 76°31′2″O / 40.78583, -76.51722. Según la Oficina del Censo de los Estados Unidos, Ranshaw tiene una superficie total de 0.32 km², de la cual 0.32 km² corresponden a tierra firme y (0%) 0 km² es agua.

## Demografía
Según el censo de 2010, había 510 personas residiendo en Ranshaw. La densidad de población era de 1.600,91 hab./km². De los 510 habitantes, Ranshaw estaba compuesto por el 98.43% blancos, el 0.2% eran afroamericanos, el 0.2% eran amerindios, el 0.39% eran asiáticos, el 0% eran isleños del Pacífico, el 0.59% eran de otras razas y el 0.2% pertenecían a dos o más razas. Del total de la población el 2.55% eran hispanos o latinos de cualquier raza.